# Parapodascon stebbingi
Parapodascon stebbingi là một loài chân đều trong họ Podasconidae. Loài này được Giard & Bonnier miêu tả khoa học năm 1895.